# C/2011 H1 (Lemmon)
C/2011 H1 (Lemmon) — одна з довгоперіодичних комет.